# Келсо (Вашингтон)
Келсо (енгл. Kelso) град је у америчкој савезној држави Вашингтон. По попису становништва из 2010. у њему је живело 11.925 становника.

## Демографија
Према попису становништва из 2010. у граду је живело 11.925 становника, што је 30 (0,3%) становника више него 2000. године.
| Група             | 2000.          | 2010.         |
| Белци             | 10.374 (87,2%) | 9.664 (81,0%) |
| Афроамериканци    | 98 (0,8%)      | 97 (0,8%)     |
| Азијати           | 112 (0,9%)     | 189 (1,6%)    |
| Хиспаноамериканци | 824 (6,9%)     | 1.346 (11,3%) |
| Укупно            | 11.895         | 11.925        |